# Pyttipanna

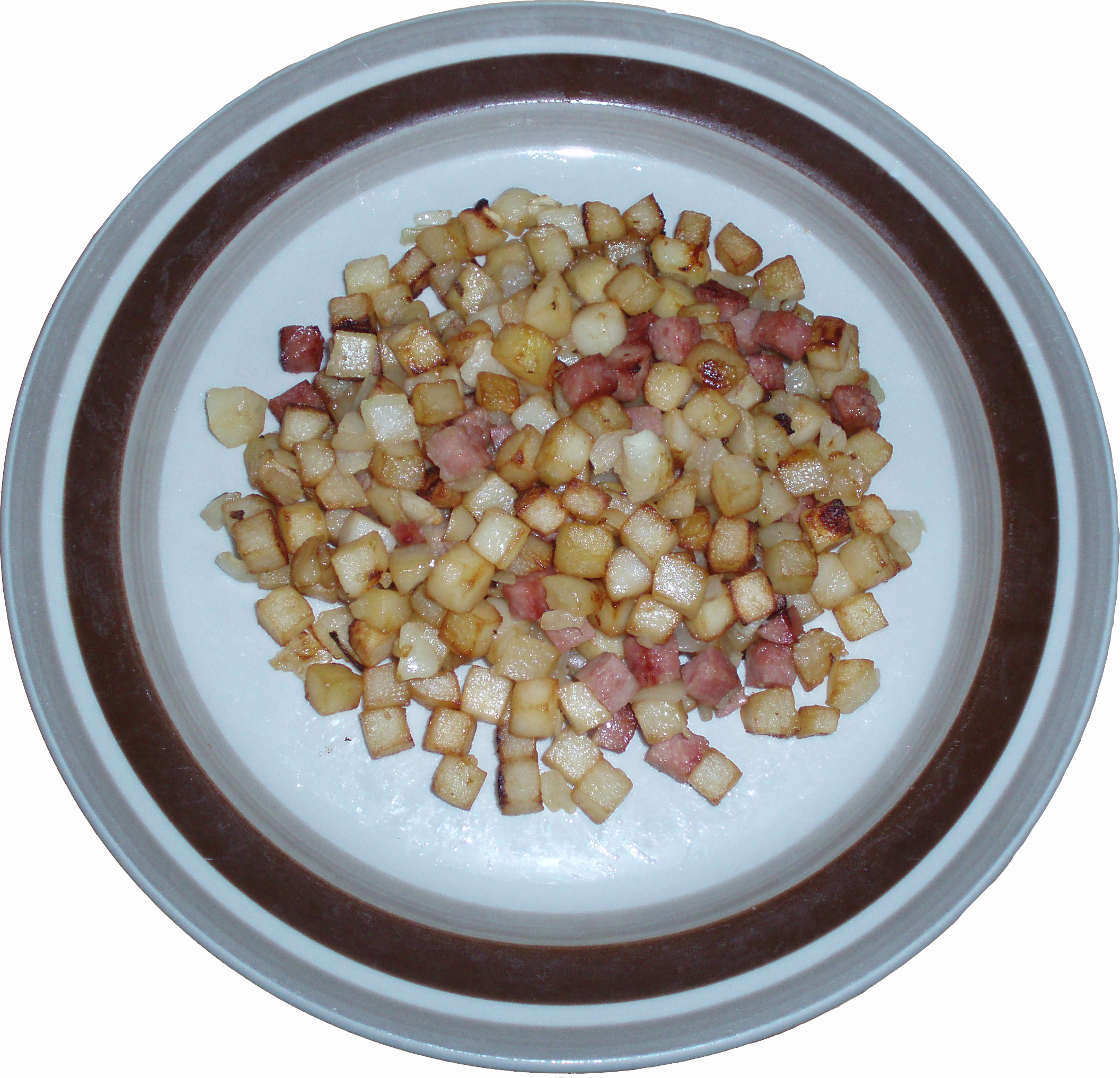
Een bord met pyttipanna.

Pyttipanna (ook pytt i panna gespeld en in de volksmond vaak tot pytt afgekort) is een Zweeds gerecht.
Het is een eenpansgerecht bestaande uit in dobbelsteentjes gesneden aardappelen, uien en vlees.
Het geheel wordt in een grote pan gebakken. Het gerecht wordt geserveerd met rode bieten en een gebakken of rauw ei erbovenop.
Pyttipanna, Zweeds voor "etensrestjes in pan", is een eenpansgerecht van dezelfde ingrediënten als hachee. Traditioneel wordt het gerecht bereid van aardappels, uien en worstjes of ham, tot dobbelsteentjes gesneden en gebakken in een pan, en vaak geserveerd met gebakken eieren, zoetzure rode biet, zoetzure augurk en kappertjes. Tegenwoordig bestaan er veel varianten van dit gerecht die onder andere voortkomen uit de belangstelling onder vegetariërs en veganisten.
Dit gerecht werd van oudsher gemaakt van restjes van vorige maaltijden en wordt daarom vaak afgekort tot “pytt” en wordt soms “hänt i veckan” (“gebeurde afgelopen week”) genoemd. Tegenwoordig is het steeds meer de gewoonte pyttipanna te bereiden van verse ingrediënten, en diepvriespyttipanna kan in vele soorten worden gekocht in vrijwel iedere Zweedse supermarkt. Het is tevens een populair gerecht in Finland, waar het pyttipannu genoemd wordt.
Pyttipanna lijkt sterk op het Deense biksemad, met als verschil dat in biksemad het vlees en de aardappelen niet tot dobbelsteentjes worden gesneden. 